# Kalyra mjobergi
Kalyra mjobergi är en insektsart som först beskrevs av Lucien Chopard 1925.  Kalyra mjobergi ingår i släktet Kalyra och familjen Mogoplistidae. Inga underarter finns listade i Catalogue of Life.